# Neri I Acciaiuoli
Neri I Acciaiuoli fou fill de Jacopo Acciaiuoli.
Va heretar de Niccolò Acciaiuoli les baronies de Vostitza i Nivelot el 8 de desembre de 1365 i a son cosí Angelo Acciaiuoli li va adquirir la ciutat de Corint en pagament d'un préstec el mateix any. Va ocupar als catalans Livàdia, Platea, Tebes, Mègara i Sició el 1388, i es va apoderar d'Atenes el 2 de maig de 1388 després d'un llarg setge. El desembre del 1388 va ocupar temporalment Argos i Nàuplia però va cedir la primera a Tomàs Paleòleg i va conservar Nàuplia, que poc després va cedir a Venècia (juny de 1389). El rei de Nàpols el va reconèixer duc d'Atenes l'1 de gener de 1394, així com senyor de Tebes, Corint, Mègara i Platea.
Va morir a Atenes el 25 de setembre de 1394. Es va casar abans del 1381 amb Agnese Saraceni, filla de Saraceno Saraceni de Negrepont. Va deixar dues filles: Bartolomea Acciaiuoli i Francesca Acciaiuoli. També va deixar un fill natural: Antoni I Acciaiuoli que tot i no ser l'hereu, el va succeir.